# Natuurpark Recife do Algarve - Pedra do Valado
Het Natuurpark Recife do Algarve - Pedra do Valado (Portugees: Parque natural Marinho do Recife do Algarve - Pedra do Valado) is een natuurpark in Portugal. Het park kreeg de status van beschermd in 2024.
Het park is 156 vierkante kilometer groot. Het omvat de onderwaterwereld in de riffen voor de kust van Albufeira, Lagoa en Silves in de Algarve.